# Gerard Gordeau
Gerard Gordeau (Den Haag, 30 maart 1956) is een Nederlands karate- en savate-beoefenaar. Hij is vooral bekend om zijn deelname aan de eerste uitgezonden wedstrijd van de mixed-martial-arts-organisatie Ultimate Fighting Championship tegen Teila Tuli op 12 november 1993.

## Carrière
Gordeau heeft deelgenomen aan de World Open Karate Championships. Later trainde hij in worstelen en boksen in een poging zijn stijl completer te maken. Hij beoefende ook judo, sambo, muay Thai en savate. Gordeau was een Nederlands kampioen in kyokushin-karate van 1978 tot 1985, een Europees kampioen savate van 1988 tot 1991 en wereldkampioen savate in 1992. 

### Ultimate Fighting Championship
In 1993 werd Gordeau gescout om deel te nemen aan UFC 1 in Denver, het eerste evenement van de Ultimate Fighting Championship. De organisatoren van het evenement hadden naar verschillende vechters van hoog niveau in Nederland gezocht, waaronder kickbokskampioen Ernesto Hoost, maar Gordeau was de enige vechtsporter die beschikbaar was en bereid was om mee te doen. Gordeau werd op het toernooi aangekondigd als savate-beoefenaar.
In Gordeau's eerste gevecht nam hij het op tegen de Hawaïaanse sumoworstelaar Teila Tuli, wat ook de eerste wedstrijd was op televisie in de geschiedenis van de UFC. Tuli stormde op Gordeau af, maar deze ontweek zijn tegenstander en liet hem tegen de kooimuur botsen. Vervolgens trapte Gordeau de sumoworstelaar in zijn gezicht, waarbij drie tanden uit zijn mond vielen, gevolgd door een rechter opstoot die in Tuli's oog sneed, voordat de scheidsrechter tussenbeide kwam om de wedstrijd te stoppen. Het gevecht duurde slechts 26 seconden. Twee van Tuli's tanden waren in Gordeau's voet blijven steken.  
Zijn volgende gevecht was tegen kickbokser Kevin Rosier. Gordeau won het gevecht in 59 seconden middels een technische knock-out. In de finale stond Gordeau tegenover de Braziliaans jiujitsu-beoefenaar Royce Gracie. Gracie vloerde Gordeau naar de grond, waarna de Nederlander naar verluidt opzettelijk in Gracie's oor beet. De Braziliaan slaagde er in om Gordeau te onderwerpen na enkele handstoten en kopstoten en won het gevecht door middel van een nekklem. Ondanks dat Gordeau al aftikte, bleef Gracie de nekklem nog een lange tijd vasthouden als vergelding voor Gordeau's vals spel.
In 1994 werd Gordeau benaderd om opnieuw te vechten in UFC 2, maar hij weigerde vanwege onenigheid over zijn betaling na het vorige evenement. In plaats daarvan regelde hij dat zijn trainingspartners Remco Pardoel en Freek Hamaker zijn plaats innamen.

### Andere organisaties
Twee jaar na zijn optreden bij de UFC ging Gordeau naar Japan voor een vale tudo-toernooi. Tijdens een duel met de veel lichtere Yuki Nakai, stak Gordeau een aantal keer in het oog van zijn tegenstander. De Japanner versloeg Gordeau door middel van een submissie (heel hook) in de vierde ronde. Nakai werd blind aan één oog door de acties van Gordeau en beëindigde zijn vechtsportcarrière na dit toernooi.